# ハミタ
ハミタ（1999年12月20日 - ）は日本の漫画家。連載作品は『宇宙人のかくしごと』。

## 人物
本人は、漫画家では珍しい顔出しを、YouTubeやXの活動で積極的にしている。
YouTubeやXではアイコンをアイドルマスターシリーズのキャラクターにしている。
漫画を描くときはできるだけ、読者にバレないよう手抜きをしていると、YouTube配信で発言している。

## 略歴
高校生の時からアイドルマスターシリーズの大ファンであり、イラストを勉強し、漫画家になった。
美術大学に進んだことにより、漫画家として生きることを決意し、本格的にSNSを通じて発信をした。
現在はSNSやWebサイトなどで連載をしている。

## 作品リスト
以下はAmazonの販売日
イタリア人の女の子が居候することになった 2020/12/30
目つき悪い子かわいい子　2021/1/21
とっても短編漫画集 2023/1/17
現代Twitterマンガ概論 2023/2/21
アンドロイドを語るメモリ 2023/4/17
誰が文か 2023/3/12
濡れると大きくなる女の子 2023/5/7
天使の一目惚れ 2023/8/17
サンドイッチの話 2023/8/17
宇宙人のかくしごと 2023/12/20